# Порфирий (Плант)
Иеромона́х Порфи́рий (англ. Hieromonk Porphyrios, в миру Албан Плант, англ. Alban Plant; 22 февраля 1952, Труро, Корнуолл, Англия) — священнослужитель Архиепископии православных русских церквей в Западной Европе Московского патриархата, иеромонах. Настоятель прихода святого Панкратия Римского в Экстере.

## Биография

### Детство и юность
Родился 22 февраля 1952 года в городе Труро. Его мать была в то время активным членом Англиканской Церкви, а отец был католиком.
О православии узнал в 1964 году из телевизионных репортажей о встрече Патриарха Константинопольского Афинагора и Папы Римского Павла VI. После этого стал слушать трансляции бесед митрополита Сурожского Антония (Блума), особенно его телевизионные дискуссии с атеисткой Марганитой Ласки.

### Учёба в Риме
В 1970 году уехал для получения римско-католического богословского образования в Рим, обучался в Почтенном английском колледже (1970—1977), в Папском Григорианском университете (1970—1977), аспирантуре по сакраментальному богословию в Папском Атенеуме святого Ансельма (1975—1976).
В Рим взял с собой книгу митрополита Антония «Молитва и жизнь». Во время обучения познакомился с русской литургической традицией, встречался с русским духовенством; среди его соучеников были православные клирики — Андрей (Уэйд) из Московского Патриархата и Павел Бурхольт из Православной Церкви в Америке, вместе с которыми они посещали Руссикум. Эти контакты не привели к его обращению в то время, но, по собственному признанию сделанному в 2010-х годах, «Семена, посеянные здесь благодаря контакту с Восточными Православными Церквями, взращивались во мне на протяжении последующих лет».
Посвятил свою магистерскую диссертацию духовному руководству в Западной традиции на основе работ Томаса Мертона. По окончания обучения имел степени бакалавра философии, бакалавра богословия, магистра богословия.

### Католический священник
Принял священный сан в Римско-католической церкви и в 1977 году возвратился в Англию, чтобы начать служение в ее Юго-Западной части.
С 1977 по 1982 годы служил вторым священником в Ньютон-Эббот и Дэвоне, где действовали четыре храма, составлявшие приход, а также местную больницу и тюрьму, служил капелланом госпиталя и тюрьмы, в которой регулярно совершал Литургию и окормлял заключенных и рабочий персонал.
С 1982 по 1986 год служил личным секретарём епископа. Проживая в его доме, участвовал с ним в ежедневных молитвах, составлял расписание встреч, следил за корреспонденцией и телефонными звонками, хозяйственными делами, подготовкой пастырских визитов, во время которых сопровождал его и был ответственным за организацию богослужений.
С 1986 по 1994 год служил приходским священником в Сент-Остелл, Корнуолл и епархиальным директором по призваниям.
Как приходской священник обширного прихода в Сент-Остелле, куда в выходные дни приходило около 400 человек, собрал необходимые средства и построил новый храм вместо прежних заброшенных и полуразрушенных приходских зданий, стал куратором разработки и реализации программы по катехизации детей и молодёжи от 5 до 18 лет.
Как епархиальный директор по призваниям, был ответственным за подготовку священнослужителей для епархии, оценку кандидатур для поступления в семинарию, руководство студентов в процессе обучения, организацию пастырско-приходской практики для семинаристов, поддержку связей с персоналом семинарии.
В этот период, по просьбе епископа, курировал реконструкцию собора, формирование и работу комитета духовенства и специалистов, созданного для этой цели. Был ответственным за представление различных церковных проектов, как в пределах епархии, так и на национальном уровне.
С 1994 по 1998 год служил приходским священником в Аксминстере и Лайм-Реджисе, где предметом его особого попечения была забота о детях, подвергнувшихся насилию. Предложил проекты по коллективной деятельности и пастырской опеке, а также по развитию взаимоотношений со специалистами в данной области.
С 1998 по 2008 год служил приходским священником на небольшом приходе в Топсэме, Эксетер. На протяжении этого периода также был капелланом в подготовительном командном центре Королевской морской пехоты в Девоне. В этот период по инициативе епископа начал обучение в сфере аналитической психотерапии. Также начал ходить на службу в православные храмы когда это позволяли другие обязанности.
В сентябре 2008 года отошёл от служения приходского священника и стал работать психотерапевтом с неполной рабочей занятостью.

### Православный священник
С 2008 года стал регулярно посещать православный храм святой Анны в Эксетере, где, по собственному признанию, обрёл ощущение родного дома. После нескольких лет поисков, пришёл к решению обратиться в Православие.
27 мая 2012 года в High Leigh Conference Centre в городке Ходдесдон, Хартфордшир, архиепископом Команским Гавриилом (де Вильдером) был присоединён к Православной Церкви под именем Албан Плант в пресвитерском сане через сослужение Божественной литургии. После этого был назначен архиепископом Гавриилом в приход святого пророка Илии в Девоне, ответственным за службы в церкви святой Анны в Эксетере.
13 сентября 2014 года в Казанском скиту в Муазне (Франция) архиепископом Телмисским Иовом (Гечей) был пострижен в монашество с именем Порфирий в честь старца Порфирия Кавсокаливита.
24 мая 2015 года архиепископом Иовом (Гечей) награждён правом ношения золотого наперсного креста.
1 марта 2016 года Советом Архиепископии русских православных приходов в Западной Европе Константинопольского Патриархата был наряду с епископом Иоанном (Реннето) выдвинут кандидатом в архиепископы. В соответствии с Уставом и Томосом, которым следует Архиепископия, эти кандидаты были представлены на одобрение Священного Синода Константинопольского патриархата. 28 марта того же года на внеочередной генеральной ассамблее набрал 23 голоса из 182, уступив епископу Иоанну (Реннето), набравшему 150 голосов. Тем не менее, в своей речи епископ Иоанн указал, что викарные епископы, охватывающие различные основные области архиепископии, имеют важное значение, и он одобрил иеромонаха Порфирия в качестве кандидата для англоязычных благочиний.
14 ноября 2016 года на очередной ассамблеи Русского Экзархата Константинопольского Патриархата избран викарием данной юрисдикции. Ожидалось, что данное избрание будет утверждено Синодом Константинопольского патриархата. Но этого так и не произошло, так как избрание викариев для Архиепископии «постоянно откладывалось и в конце концов не допускалось Константинопольским Патриархатом».
Поддержал архиепископа Иоанна (Реннето), принятого 14 сентября 2019 года в Московский Патриархат вместе с клириками и приходами, которые пожелали за ним последовать. 2-5 ноября 2019 года принял участие в торжествах в Москве по случаю данного присоединения. 3 августа сказал журналистам: «Я очень счастлив, очень тронут. Будучи маленьким мальчиком восьми лет, мне говорили молиться за русскую церковь, потому что русская церковь страдала. Мне 67 лет, то есть это было 60 лет назад. И с восьми лет русская церковь, русский народ были в моем сердце. И вот этот день настал, и меня переполняет большая радость, что все ожидания выполнены».